# Aporosa leptochrysandra
Aporosa leptochrysandra är en emblikaväxtart som beskrevs av Airy Shaw. Aporosa leptochrysandra ingår i släktet Aporosa och familjen emblikaväxter. Inga underarter finns listade i Catalogue of Life.